# نظریه فوران آتشفشان توبا
ابر آتشفشان توبا یک ابرآتشفشان است که فوران آن بین ۷۷٬۰۰۰ تا ۶۹٬۰۰۰ سال پیش در دریاچهٔ توبا، سوماترا، اندونزی رخ داده است. این فوران به عنوان یکی از بزرگترین فوران‌های آتشفشانی بر روی کرهٔ زمین شناخته می‌شود. نظریهٔ فوران آتشفشان توبا که به این فوران مربوط است عنوان می‌کند که این رخداد سیارهٔ زمین را در یک زمستان آتشفشانی ۶ تا ۱۰ ساله و احتمالاً یک دورهٔ سرمای ۱٬۰۰۰ ساله فرو برد. این تغییر دما باعث شد تا جمعیت انسان‌های کرهٔ زمین به حدود ۱۰٬۰۰۰ ویا حتی ۱٬۰۰۰ جفت کاهش یابد و یک گلوگاه جمعیت در فرگشت انسان ایجاد شود.